# Giải bóng đá vô địch quốc gia Turkmenistan 1995
Giải bóng đá vô địch quốc gia Turkmenistan 1995 hay Ýokary Liga 1995 là mùa giải thứ tư của giải bóng đá chuyên nghiệp Turkmenistan. Có 6 đội bóng tham gia mùa giải 1995.

## Kết quả
| Vị thứ | Đội bóng          | St | T  | H | B  | BT-BB  | Đ  | HS   |
| ------ | ----------------- | -- | -- | - | -- | ------ | -- | ---- |
| 1      | Köpetdag Aşgabat  | 32 | 27 | 3 | 2  | 116-15 | 84 | +101 |
| 2      | Nisa Aşgabat      | 32 | 25 | 4 | 3  | 106-31 | 79 | +75  |
| 3      | Nebitçi Nebit-Dag | 32 | 19 | 4 | 9  | 87-44  | 61 | +43  |
| 4      | Turan Daşoguz     | 32 | 17 | 5 | 10 | 49-32  | 56 | +17  |
| 5      | Merw Mary         | 32 | 14 | 5 | 13 | 50-51  | 47 | -1   |
| 6      | Büzmeýin          | 32 | 12 | 4 | 16 | 38-45  | 40 | -7   |